# Viação Andorinha
Viação Andorinha Ltda também conhecida como Andorinha Rio foi uma empresa brasileira de transporte coletivo urbano da cidade do Rio de Janeiro.
Sua sede localizava-se em Bangu.

## História
O nome Viação Andorinha surgiu originalmente no início da década de 1960, quando uma empresa com esse nome explorava a região conhecida como Caminho da Serra do Barata, aos pés do maciço da Pedra Branca. Em 1969 sua frota era de 66 carros. Em 1982 a Andorinha associou-se (minoritário-menor participação) com a Auto Viação Bangu, sendo incorporada por ela.  Na ocasião, a Andorinha tinha 117 carros, e a Bangu tinha 122.
O que permaneceu da antiga Andorinha na fusão foram as cores vermelho e creme e a "bandeira" LTDA. Portanto, a nova e poderosa Auto Viação Bangu de 239 carros deu continuidade as cores e transformou em sede a garagem da sua adquirida.
Porém em 1995, a Bangu realizou uma cisão e a Andorinha voltou a operar independentemente, sob prefixo 59000, certamente, sem nenhuma relação com a antiga Andorinha 14000.
A empresa conta com uma frota de mais 200 veículos e mais de 700 funcionários, realizando a ligação entre os bairros da Zona Oeste e ligando os bairros do Centro e do subúrbio da Zona Norte à Zona Oeste. Em novembro de 2010 a Andorinha Rio passou a atuar dentro do Consórcio Santa Cruz, perdendo suas cores, após a padronização imposta pela prefeitura. Por problemas financeiros, encerrou suas atividades em 03 de março de 2015.